# Strange Days (film)
Strange Days är en amerikansk science fiction-film från 1995 av Kathryn Bigelow.

## Handling
Filmen utspelar sig i den nära framtiden (1999) då man kan spela in och uppleva andras minnen. Lenny Nero får tag på ett inspelat minne som visar ett mord på en rappare (liknande 2pac).

## Om filmen
Strange Days regisserades av Kathryn Bigelow. Berättelsen skrevs av James Cameron, som även varit med och producerat och klippt filmen.
På filmens soundtrack återfinns artister som Peter Gabriel och PJ Harvey.

## Rollista (urval)
- Ralph Fiennes - Lenny Nero
- Angela Bassett - Lornette 'Mace' Mason
- Juliette Lewis - Faith Justin
- Tom Sizemore - Max Peltier
- Michael Wincott - Philo Gant
- Vincent D’Onofrio - Burton Steckler
- Richard Edson - Tick
- William Fichtner - Dwayne Engelman
- Todd Graff - Tex Arcana
- Paulo Tocha - Spaz Diaz